# Brice Leverdez
Brice Leverdez (født 9. april 1986) er en fransk badmintonspiller.

## Karriere
Leverdez begyndte at spille badminton i en alder af 12 år, derefter i 2008, blev han medlem af Frankrigs badmintonlandshold.I 2005 vandt han bronzemedalje ved de europæiske junior badminton-mesterskaber i drenges double, sammen med Matthieu Lo Ying Ping.